# Дестин (Флорида)
Дестин (енгл. Destin) град је у америчкој савезној држави Флорида. По попису становништва из 2010. у њему је живело 12.305 становника.

## Демографија
Према попису становништва из 2010. у граду је живело 12.305 становника, што је 1.186 (10,7%) становника више него 2000. године.
| Група             | 2000.          | 2010.          |
| Белци             | 10.461 (94,1%) | 10.645 (86,5%) |
| Афроамериканци    | 41 (0,4%)      | 183 (1,5%)     |
| Азијати           | 115 (1,0%)     | 256 (2,1%)     |
| Хиспаноамериканци | 296 (2,7%)     | 796 (6,5%)     |
| Укупно            | 11.119         | 12.305         |